# Васкнарва
Ва́скна́рва, также Васькнарва (эст. Vasknarva — буквально «Медная Нарва»; до 1923 года Сыренец, также Нейшлосс, Сыренск или реже Сиренск) — деревня в волости Алутагузе уезда Ида-Вирумаа, Эстония.
До административной реформы местных самоуправлений Эстонии 2017 года деревня входила в состав волости Алайыэ.

## Географическое положение
Расположена на левом берегу реки Нарвы (Наровы) у её истока из Чудского озера, в волости Алайыэ уезда Ида-Вирумаа в 51 км от Йыхви (если ехать напрямую по бездорожью через район затопления, или около 70 км, следуя по асфальту вдоль побережья Чудского озера автобусным маршрутом), 21,7 км от волостного центра Алайыэ и через реку от деревни Скамья Сланцевского района Ленинградской обл. на противоположном берегу реки Нарва. Население ок. 44 чел., в основном русские православные. В деревне сохранилось около 100 одноэтажных домов, пустующих в зимнее время, имеется православный Ильинский храм (Храм пророка Илии). Есть пограничный кордон и лодочный причал.

## Население
По данным переписи населения 2011 года в деревне насчитывалось 40 жителей, эстонцев в их числе не было.
В 2000 году в деревне проживали 69 человек. По состоянию на 1 января 2019 года в деревне было 90 жителей.
По мнению профессора Энделя Варепа (Endel Varep) Васкнарва с самого начала была деревней с русским населением.

## История
По преданию, более тысячи лет тому назад в десяти километрах от поселения русская княгиня Ольга чуть не утонула на одном из порогов реки Нарова, собирая дань с местных подданных. В знак благодарности Богу за своё спасение княгиня велела поставить на правом берегу каменный крест.
Первое письменное упоминание о деревне относится к 1416 году (Serenez). В 1630 году упоминается Wassanarua, в 1726 году — Wasknarw .
Васкнарва под названием Нейшлосс возникла в середине XIV века, когда рыцарями Ливонского ордена в 1349 году была сооружена деревянная крепость, перестроенная позднее в 1427 году в каменный замок Нойшлюс (Нейшлосс) (рус. Низлот). Строительство замка продолжалось 15 лет с 1427 по 1442 годы. Последним фогтом Васкнарвы был Дитрих фон дер Штайнкуль (нем. Dietrich von der Steinkuhl), потерявший свои владения, когда русские в ходе Ливонской войны в начале июня 1558 года захватили замок.
В XIV—XVII веках Сыренец был стратегически важной крепостью, расположенной на левом берегу реки Нарова при её истоке из Чудского озера. По условиям Валиесарского перемирия между Россией и Швецией в 1658—1661 годах крепость перешла Русскому царству. По Кардисскому миру её вернули обратно Швеции. Вновь русской крепость стала только после 1721 года.
Первая церковь Архивная копия от 27 октября 2012 на Wayback Machine была сооружена в начале XIX века примерно в 1803 году и освященна во имя Илии Пророка в 1808 году. К приходу была приписана расположенная в 25 верстах от Сыренца часовня в Пюхтицах, на месте дивного явления Пречистой Девы Марии, матери Иисуса Христа, и обретения чудотворной иконы Успения Божией Матери. С 1818 года образ стал постоянно храниться в Ильинском храме и лишь ежегодно 15(28) августа, в праздник Успения Пресвятой Богородицы, икона крестным ходом переносилась из Сыренца на Святую гору. Традиция сохранялась и в независимой Эстонии вплоть до 1940 года.
Новый храм построен в Сыренце 1867—1873 годах и сильно пострадал уже после переименования в Васкнарве в 1941 году при отступлении и в 1944 году при наступлении советских войск. Восстановлен, а затем освящён в 1978 году. Крестный ход был возобновлён 26 августа 1999 года, когда православные жители Васкнарвы впервые за много лет повторили путь своих предков, шедших на праздник Успения Божией Матери на Святую гору.
Храм во имя иконы Божией Матери «Неопалимая Купина» построен в конце 1990-х годов.

## Происхождение топонима
Этимология названия деревни не имеет однозначной трактовки. Как в советское время, так и сейчас деревня носила и носит официальное название Васкнарва (на топографической карте 1975 года Васькнарва). В советское время существовал автобусный маршрут Таллин — Васкнарва, который обслуживал венгерский Ikarus Lux бордового цвета с характерной кормой. До 1923 года носила русское название Сыренец. Русское название поселения Сыренск — Сыренец может восходить к слову «сырость», так как местность здесь низинная и окружена водой Чудского озера и рек Нарова, Ямской Струги и обширными болотами, постоянно затапливается весной.
Эстонское название, по одной из непроверенных версий, — к слову «эст. vastas» — «напротив». По исследованиям эстонских историков Сыренец в старину назывался Вастне-Нарва, что означало «Новая Нарва». Позднее слово «vastne», «vastse» исказилось до «vask» и в конце концов зазвучало с Нарвой как «Vasknarva». Возможно даже путают с деревней Вастселийна, рядом с которой расположен замок Нейгаузен. Так в книге Николая Коняева «Первые Романовы. Загадки и мифы династии» написано: «А. М. Курбский и П. И. Шуйский начали наступление на Ливонию со стороны Пскова. Завоевали Новгородок Ливонский (Нейшлос), Юрьев (Тарту) и ряд других городов», где автор перепутал Нейшлос (нем. Neuschloß) с Нейгаузеном.
Однако имеется еще одна версия, связанная с крышей замка, который немцы заново отстроили в 1427 году и приспособили к использованию огнестрельного оружия. Четырехугольный в плане замок имел размеры 68х80 метров, причём в двух углах замка по диагонали относительно друг друга в плане были построены артиллерийские башни диаметром около 12,5 м при толщине стен — 3,6 м, высоте — 12 м, 23 м в длину и 15 м в ширину, а крыша здания была покрыта именно «медной» — (эст. vask) жестью. Такова вторая версия эстонского названия крепости Васкнарва (Медная Нарва), а немцы просто называли её Новой крепостью точнее даже Новым замком в значении укрепления (нем. Schloss) — Nyslot — Neuschloss.
В 1907 году на пассажирских перевозках между Кулгу (Нарва) и Васкнарвой (Сыренцом) работало небольшое моторное судно «Кит» Чуть позже на эту же линию вышли и другие пароходы: «Смелый», «Победа» и «Заря».

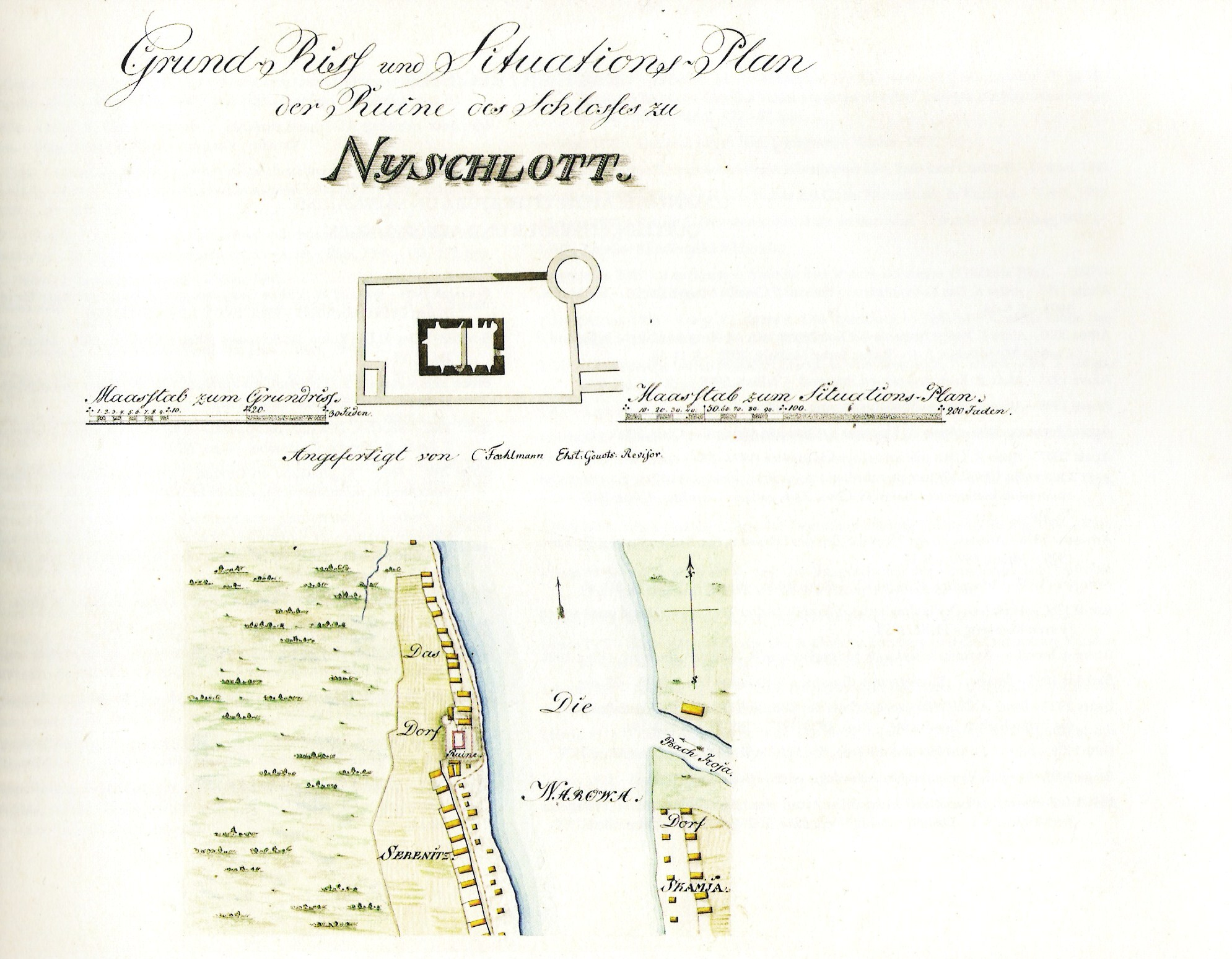
Схема расположения замка Нейшлос
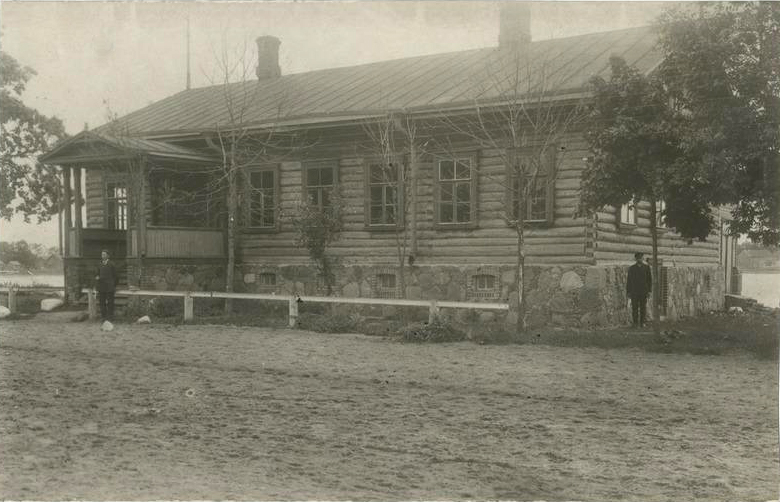
Волостной дом Васкнарва в 1925 году
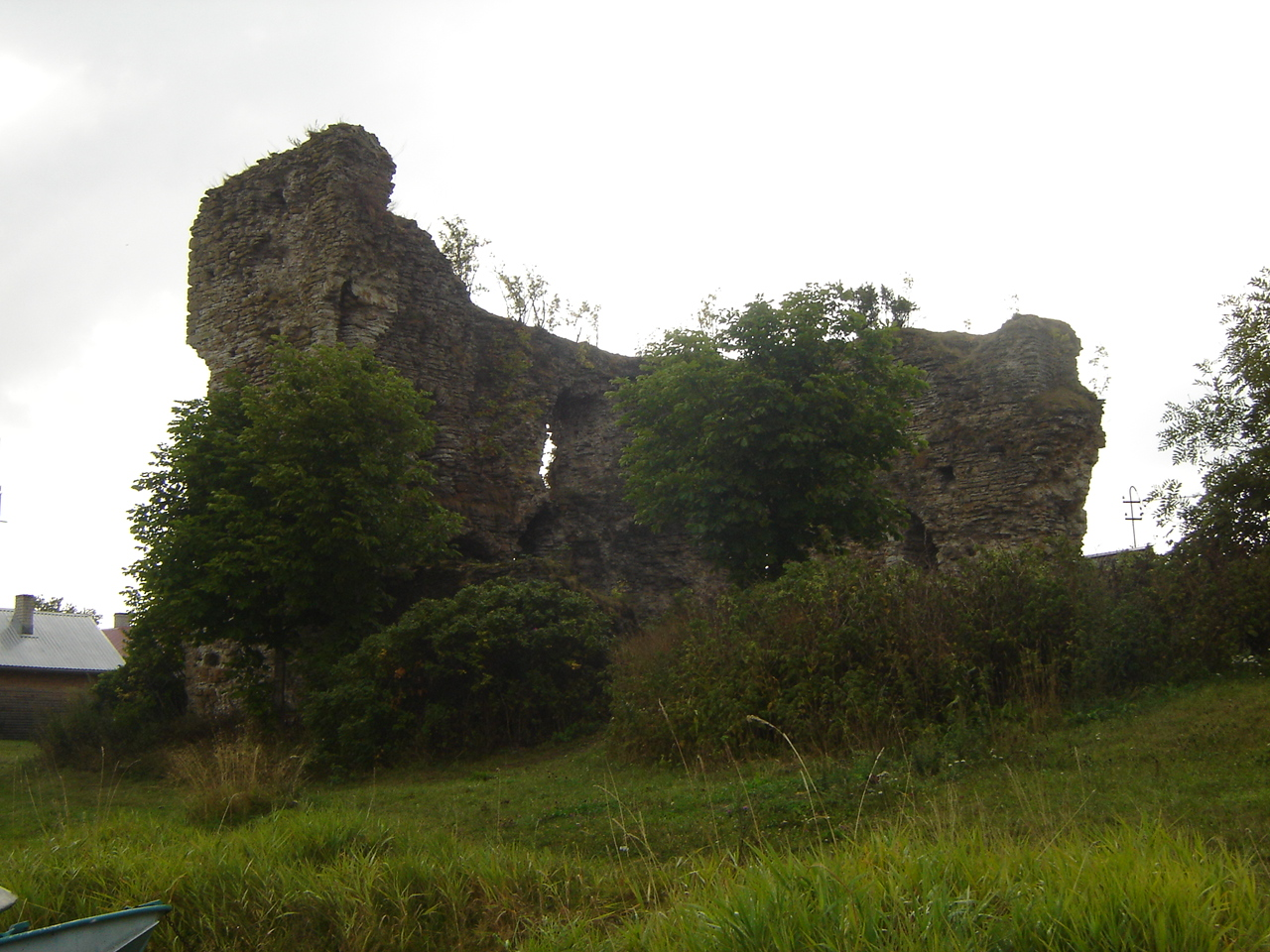
Развалины Сыренецкой крепости
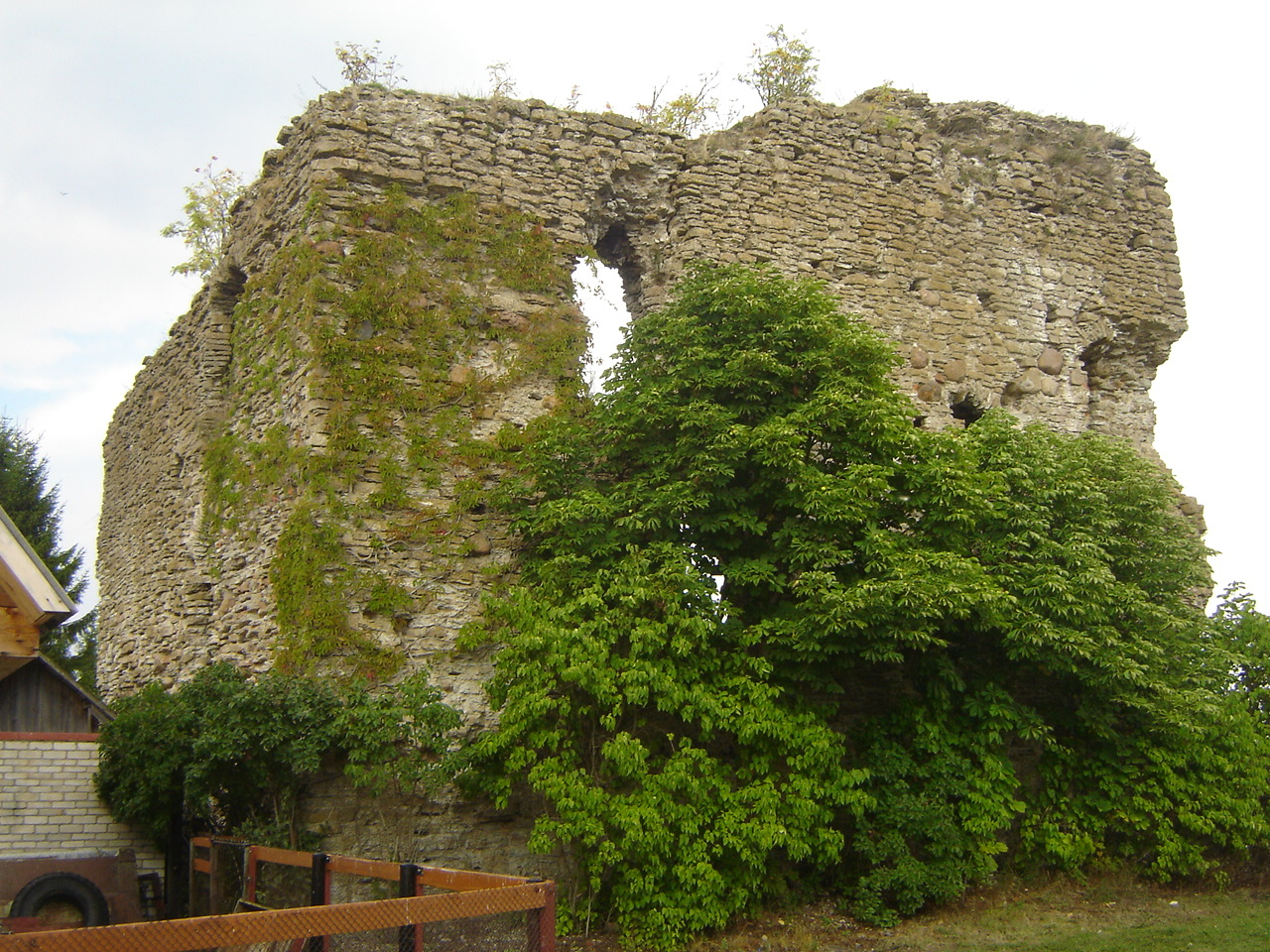
Развалины Сыренецкой крепости
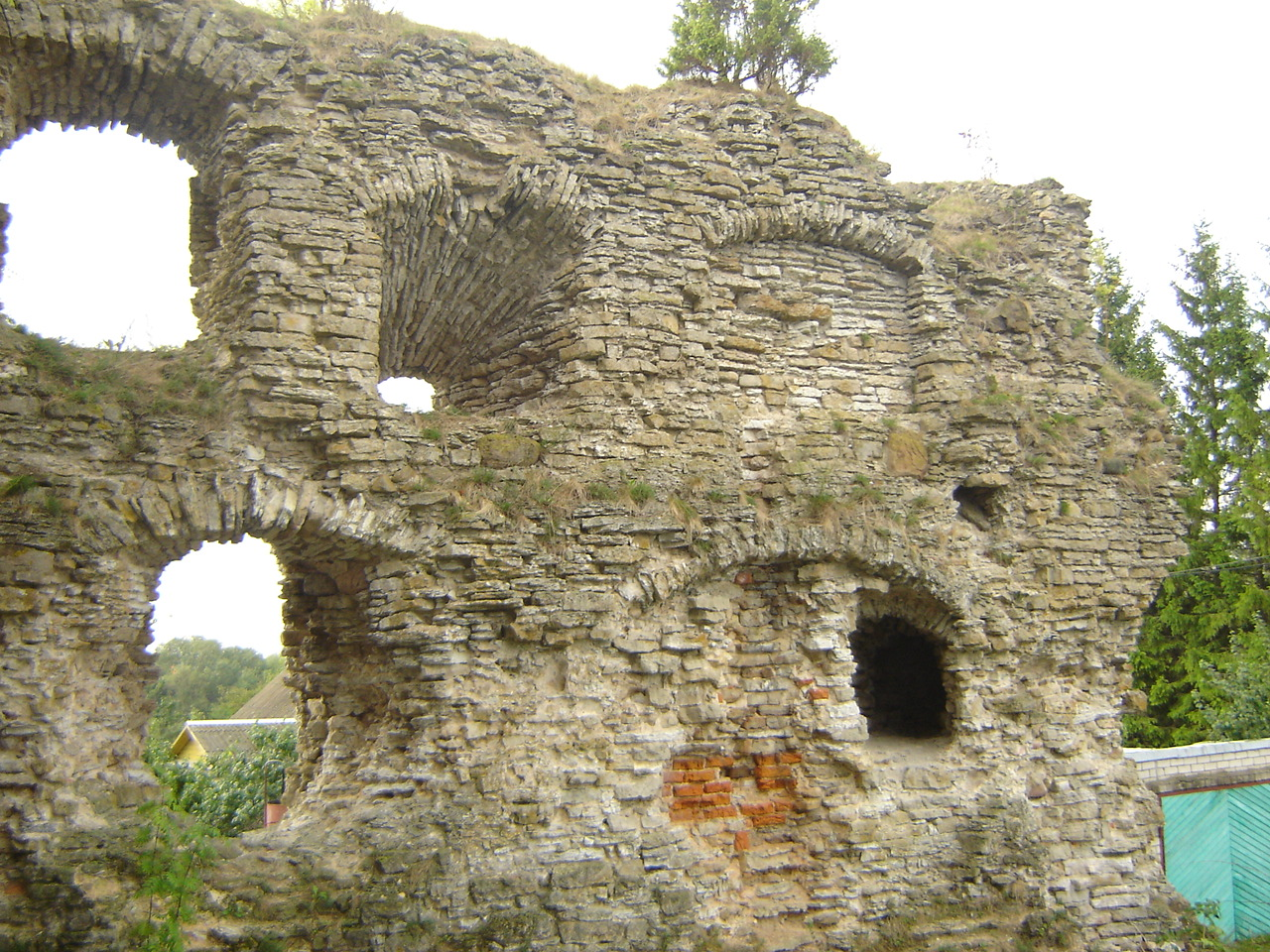
Развалины Сыренецкой крепости